# French Open 1986
Die 85. French Open 1986 waren ein Tennis-Sandplatzturnier der Klasse Grand Slam, das von der ITF veranstaltet wurde. Es fand vom 26. Mai bis 8. Juni 1986 in Roland Garros, Paris, Frankreich statt.
Titelverteidiger im Einzel waren Mats Wilander bei den Herren sowie Chris Evert-Lloyd bei den Damen. Im Herrendoppel waren Mark Edmondson und Kim Warwick, im Damendoppel Martina Navrátilová und Pam Shriver und im Mixed Martina Navrátilová und Heinz Günthardt die Titelverteidiger.

## Herreneinzel
Setzliste
| Nr. | Spieler        | Erreichte Runde |
| --- | -------------- | --------------- |
| 01. | Ivan Lendl     | Sieg            |
| 02. | Mats Wilander  | 3. Runde        |
| 03. | Boris Becker   | Viertelfinale   |
| 04. | Yannick Noah   | Achtelfinale    |
| 05. | Stefan Edberg  | 2. Runde        |
| 06. | Joakim Nyström | 1. Runde        |
| 07. | Anders Järryd  | 3. Runde        |
| 08. | Henri Leconte  | Halbfinale      |

| Nr. | Spieler                | Erreichte Runde |
| --- | ---------------------- | --------------- |
| 09. | Andrés Gómez           | Viertelfinale   |
| 10. | Thierry Tulasne        | 2. Runde        |
| 11. | Martín Jaite           | Achtelfinale    |
| 12. | Guillermo Vilas        | Viertelfinale   |
| 13. | Johan Kriek            | Halbfinale      |
| 14. | Emilio Sánchez Vicario | Achtelfinale    |
| 15. | David Pate             | Rückzug         |
| 16. | Heinz Günthardt        | 1. Runde        |

## Dameneinzel
Setzliste
| Nr. | Spielerin            | Erreichte Runde |
| --- | -------------------- | --------------- |
| 01. | Martina Navratilova  | Finale          |
| 02. | Chris Evert-Lloyd    | Sieg            |
| 03. | Steffi Graf          | Viertelfinale   |
| 04. | Claudia Kohde-Kilsch | Achtelfinale    |
| 05. | Hana Mandlíková      | Halbfinale      |
| 06. | Helena Suková        | Halbfinale      |
| 07. | Kathy Rinaldi        | Viertelfinale   |
| 08. | Manuela Maleeva      | 3. Runde        |

| Nr. | Spielerin          | Erreichte Runde |
| --- | ------------------ | --------------- |
| 09. | Gabriela Sabatini  | Achtelfinale    |
| 10. | Zina Garrison      | 3. Runde        |
| 11. | Kathy Jordan       | 1. Runde        |
| 12. | Catarina Lindqvist | Achtelfinale    |
| 13. | Carling Bassett    | Viertelfinale   |
| 14. | Andrea Temesvári   | 2. Runde        |
| 15. | Anne White         | 1. Runde        |
| 16. | Terry Phelps       | 3. Runde        |

## Herrendoppel
Setzliste
| Nr. | Paarung                          | Erreichte Runde |
| --- | -------------------------------- | --------------- |
| 01. | Ken Flach Robert Seguso          | Viertelfinale   |
| 02. | Stefan Edberg Anders Järryd      | Finale          |
| 03. | Hans Gildemeister Andrés Gómez   | 2. Runde        |
| 04. | Mark Edmondson Kim Warwick       | 1. Runde        |
| 05. | Peter Fleming Guy Forget         | Achtelfinale    |
| 06. | John Fitzgerald Tomáš Šmíd       | Sieg            |
| 07. | Heinz Günthardt Paul McNamee     | Halbfinale      |
| 08. | Shlomo Glickstein Hans Simonsson | 2. Runde        |

| Nr. | Paarung                             | Erreichte Runde |
| --- | ----------------------------------- | --------------- |
| 09. | Sergio Casal Emilio Sánchez Vicario | Viertelfinale   |
| 10. | Mike DePalmer Gary Donnelly         | 2. Runde        |
| 11. | Henri Leconte Sherwood Stewart      | Halbfinale      |
| 12. | Jakob Hlasek Pavel Složil           | 2. Runde        |
| 13. | Jan Gunnarsson Michael Mortensen    | 2. Runde        |
| 14. | Johan Kriek John Lloyd              | Viertelfinale   |
| 15. | Eddie Edwards Francisco González    | 1. Runde        |
| 16. | Sammy Giammalva Tim Wilkison        | 1. Runde        |

## Damendoppel
Setzliste
| Nr. | Paarung                              | Erreichte Runde |
| --- | ------------------------------------ | --------------- |
| 01. | Claudia Kohde-Kilsch Helena Suková   | Halbfinale      |
| 02. | Hana Mandlíková Wendy Turnbull       | Halbfinale      |
| 03. | Martina Navratilova Andrea Temesvári | Sieg            |
| 04. | Chris Evert-Lloyd Anne White         | Achtelfinale    |
| 05. | Elise Burgin Rosalyn Fairbank        | 2. Runde        |
| 06. | Steffi Graf Gabriela Sabatini        | Finale          |
| 07. | Bettina Bunge Eva Pfaff              | Achtelfinale    |
| 08. | Betsy Nagelsen Candy Reynolds        | 2. Runde        |

| Nr. | Paarung                               | Erreichte Runde |
| --- | ------------------------------------- | --------------- |
| 09. | Kathy Jordan Alycia Moulton           | Viertelfinale   |
| 10. | Swetlana Parchomenko Larisa Savchenko | Viertelfinale   |
| 11. | Anne Smith Sharon Walsh-Pete          | Viertelfinale   |
| 12. | Lori McNeil Catherine Suire           | 1. Runde        |
| 13. | Zina Garrison Kathy Rinaldi           | 1. Runde        |
| 14. | Marcella Mesker Pascale Paradis       | Achtelfinale    |
| 15. | Jo Durie Anne Hobbs                   | 2. Runde        |
| 16. | Jill Hetherington Terry Holladay      | 1. Runde        |

## Mixed
Setzliste
unbekannt